# Арахозия
Арахозия
𐏃𐎼𐎢𐎺𐎫𐎡𐏁 (древнеперс.: Harauvatiš)
Ἀραχωσία (греч.: Арахозия)

Арахозия, ок. 300 до н. э.

Арахозия (Арахоси́я, др.-греч. Ἀραχωσία) — эллинистическое название территории современного юго-восточного Афганистана и северного Пакистана — авестийская Харахвати. В I веке до н. э. — отдельное государство.
Первоначально эту территорию населяли индоиранские и иранские племена, создавшие в VI веке до н. э. царство Камбоджа, история которого неизвестна. В том же столетии Арахозию завоевали персы. Позже Арахозия входила в состав державы Александра Македонского, в империю Маурьев и в Греко-бактрийское царство.
В последней четверти II века до н. э. Арахозию завоевали племена саков, которые переселились сюда под нажимом юэчжей из Средней Азии. Помимо Арахозии пришельцы расселились в древней Дрангиане, которая с этого момента стала именоваться Сакастаном (современный Сеистан). Эта область около 115 года до н. э. была захвачена парфянами и в дальнейшем входила в их державу, хотя и пользовалась значительным самоуправлением.
В начале I века до н. э. Арахозия сумела объединиться под властью местной сакской династии, которая и правила там около столетия. Столицей её, вероятно, была Александрия Кавказская. Политическая история этого царства почти неизвестна, но археологами найдены монеты, на которых выбиты имена четырёх царей Арахозии. Основателем династии был некий Вонон. Спалахор считался его братом-соправителем (но возможно, он не был его родственником, а только носил такой титул). Спалагадам, вероятно, был сыном Спалахора. Последним сакским царём считается Спалирис. В конце I века до н. э. Арахозию завоевал индо-сакский царь Азес I, правивший в Гандхаре. Во времена арабов данная территория стала называться Рухадж.

## Правители
Арахосия
- Спалахор, брат Вонона (ок. 50 — 20 до Р. Х.).
- Спалагадам, сын (ок. 20 до Р. Х. — 5 Р. Х.)[1].

## Галерея

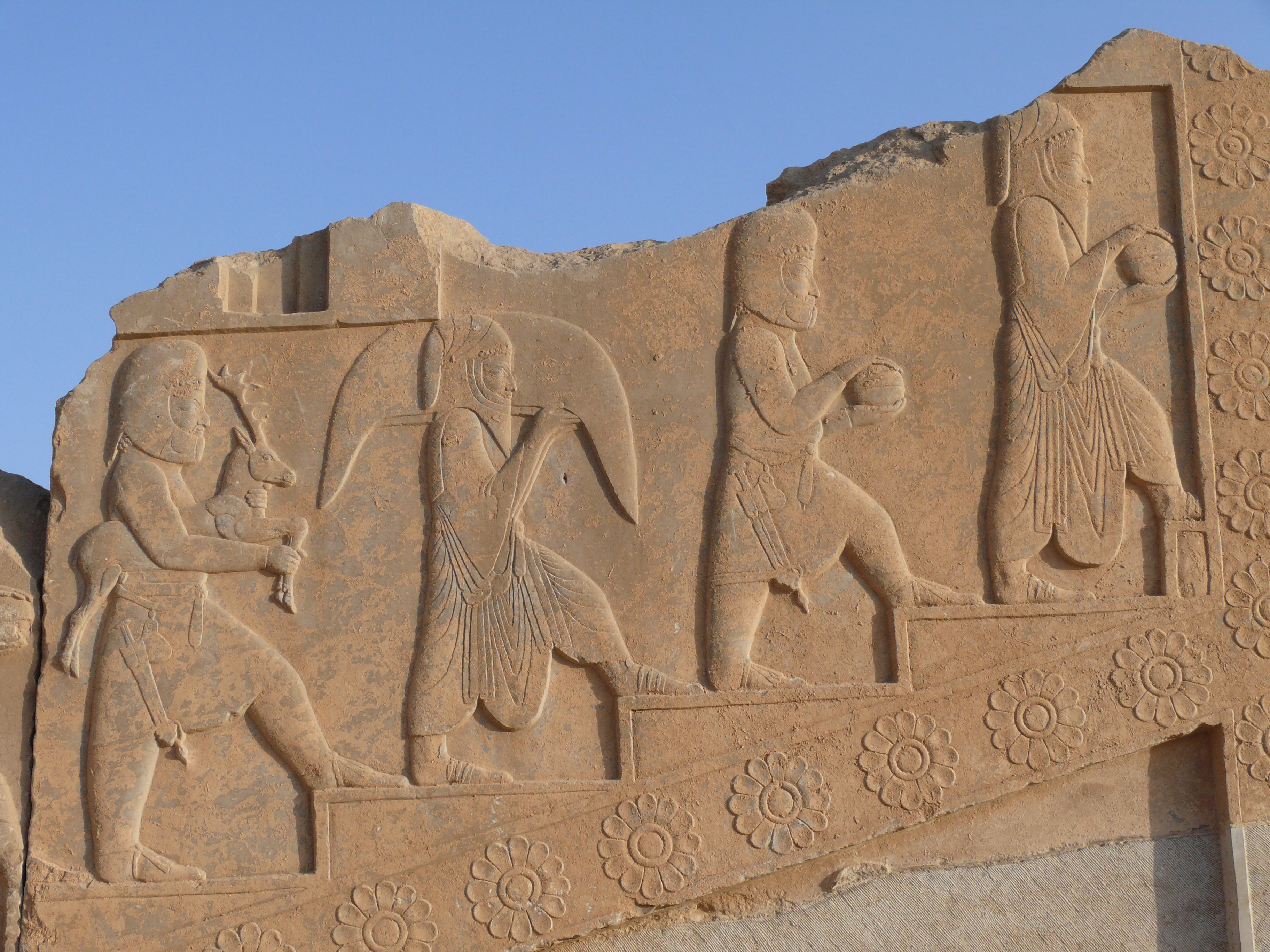
Арахозийские жрецы зороастризма несут различные дары и животных для ритуала жертвоприношения в Персеполе
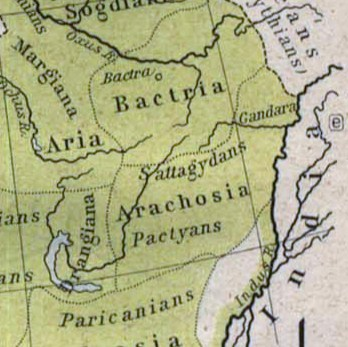
Древняя Арахозия и пактианский народ около 500 г. до н. э.
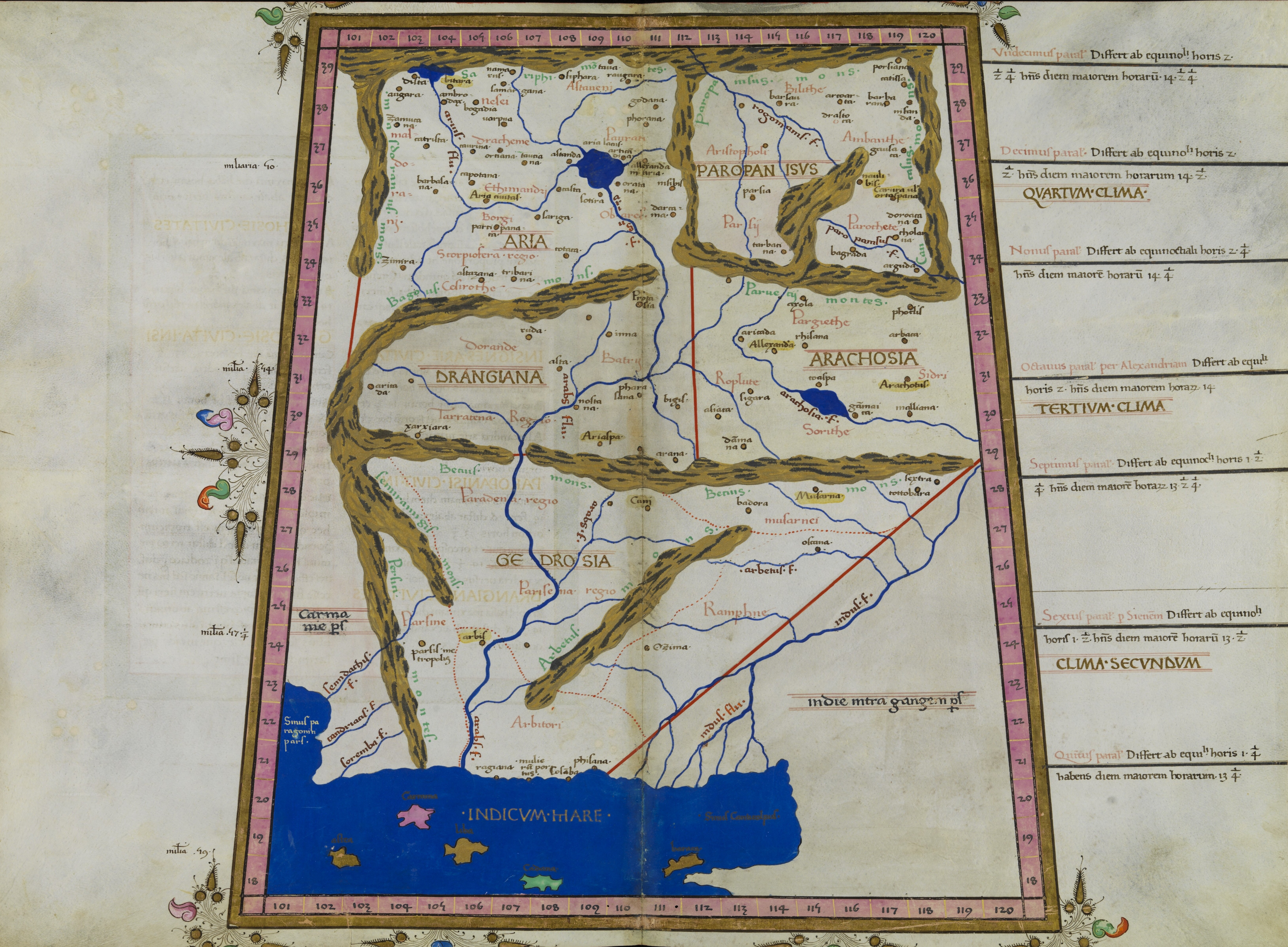
Реконструкция XV века (Николаем Германусом) карты II века (Птолемея)
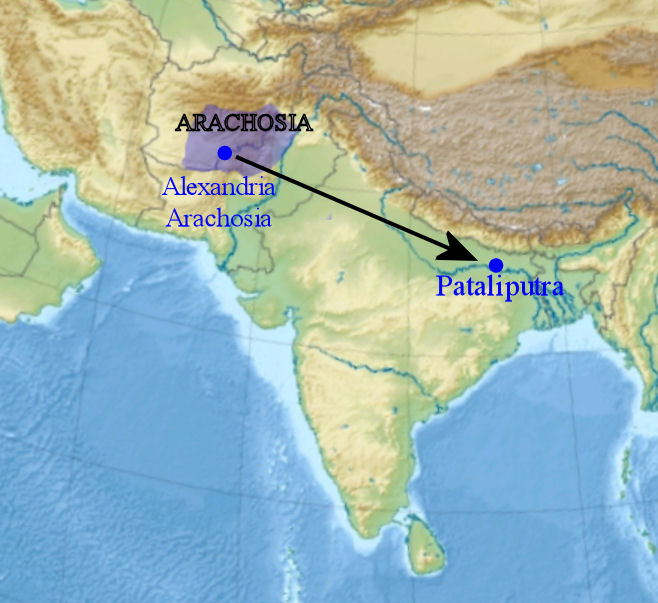
Согласно Арриану, Мегасфен жил в Арахозии и отправился в Паталипутру, ко двору Чандрагупты Маурьи.
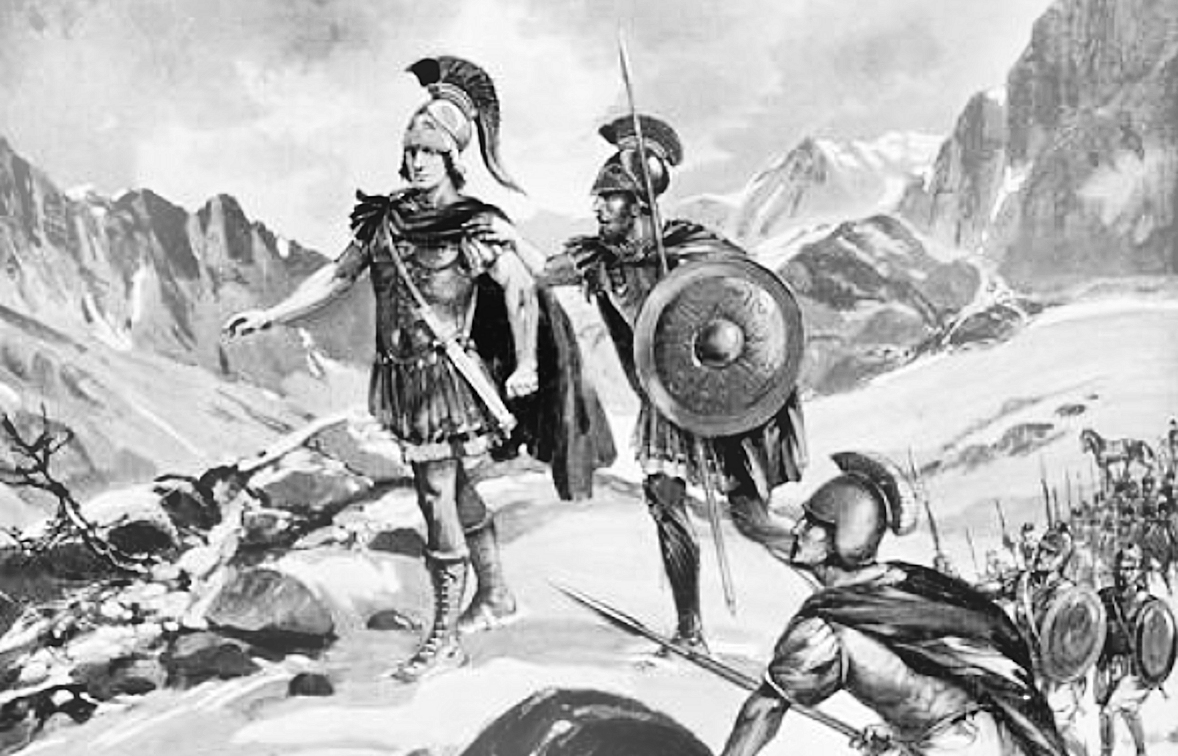
Александр Великий в Арахозии, 329 г. до н. э.